# 相田長平
相田 長平（あいだ ちょうへい、1898年2月22日 - 1983年8月8日）は、日本の経営者。富士電機製造社長、会長を務めた。

## 経歴
栃木県出身。1919年に神戸高等商業学校を卒業し、同年に富士電機製造(現在の富士電機)に入社。1946年に取締役に就任し、1953年12月に常務を経て、1964年11月に副社長に就任し、1965年に社長に昇格。1968年11月に会長を就任。
1968年4月に勲三等瑞宝章を受章。
1983年8月8日心不全のために死去。85歳没。